# Domy studenckie Wittigowo we Wrocławiu
Wittigowo – nieformalne określenie kompleksu domów studenckich Politechniki Wrocławskiej położonego u zbiegu ulic Edwarda Wittiga (od której pochodzi nazwa) i Zygmunta Wróblewskiego na wrocławskim osiedlu Dąbie. W jego skład wchodzą cztery duże domy: T-15, T-16, T-17 i T-19 oraz Hotel Asystenta T-18, w którym dwa wydzielone piętra (siódme i ósme) pełnią funkcję mniejszego domu studenckiego T-22. Osiedle znajduje się w pobliżu rzeki Odry, Ogrodu Zoologicznego i Parku Szczytnickiego i jest również centrum życia studenckiego.

## Historia

### Numeracja DS
Domy studenckie Wittigowa budowane były stopniowo przez Zarząd Inwestycji Szkół Wyższych we Wrocławiu w kolejności zgodnie z numeracją. Zaczynając od T-15 w 1975 roku, a skończywszy na T-19 w 1980 roku.

### Pacyfikacja Wittigowa wstanie wojennym
W akademikach Wittigowowa 31 stycznia 1982 r. zorganizowano protest przeciw wprowadzeniu stanu wojennego.
Przy zgaszonych światłach i zapalonych w oknach świecach, uderzano w parapety robiąc hałas by zainteresować przechodniów.
Śpiewano hymn i skandowano hasła solidarnościowe. Dzień później akcję powtórzono. Wtedy do akcji wkroczyła milicja (ZOMO). Wylegitymowano ponad 500 studentów, przeszukano pokoje. Najbardziej aktywni studenci zostali zatrzymani. Po tych wydarzeniach wszyscy mieszkańcy akademika T-19 zostali wyrzuceni. Akcja była jedną z inicjatyw Akademickiego Ruchu Oporu (ARO).

## Imprezy cykliczne

### Wielkie Grillowanie

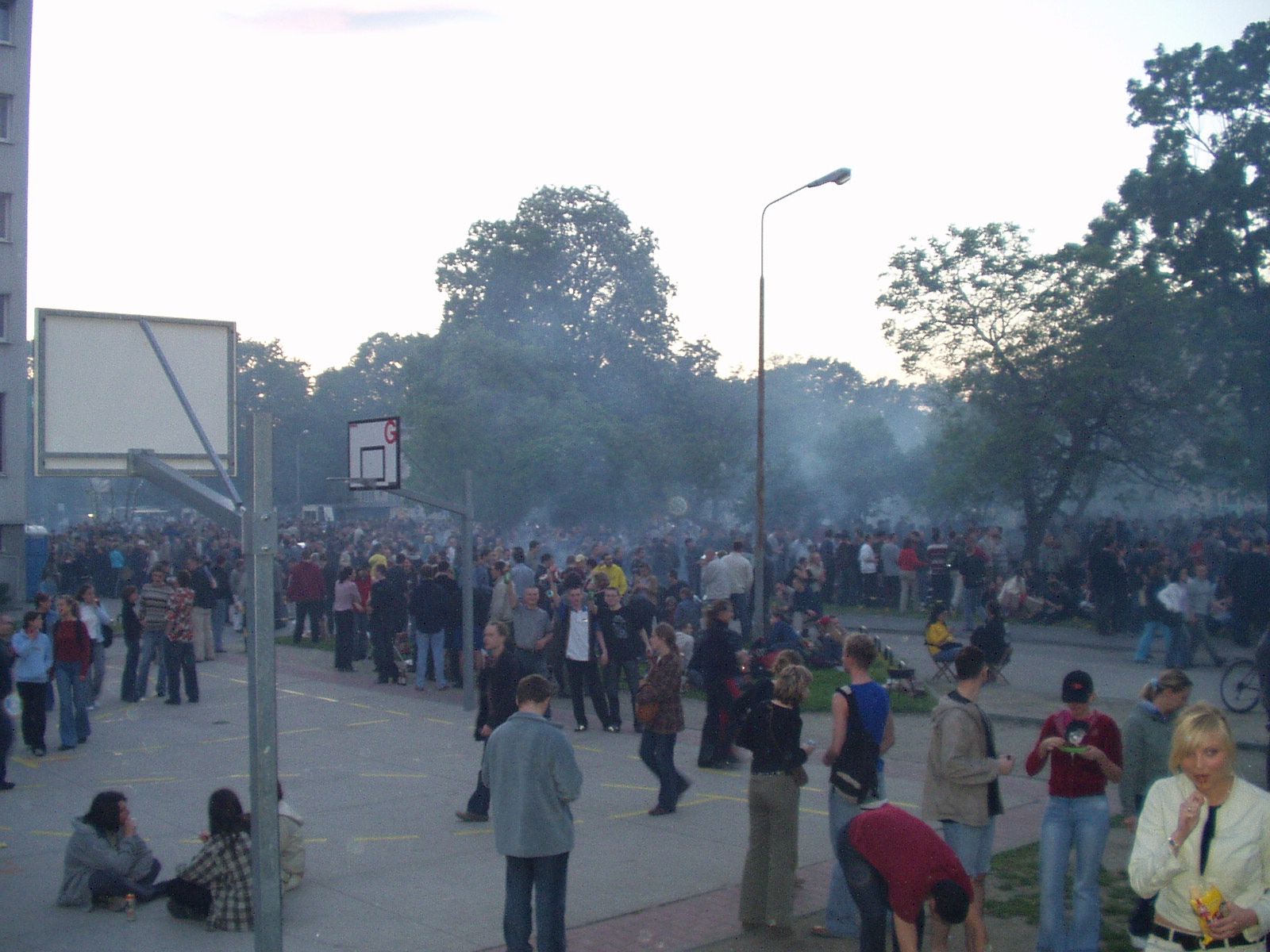
Grillowanie

Na początku maja na Wittigowie organizowana jest impreza dla fanów pieczonej kiełbasy i piwa. Zwyczajowo odbywa się w środę podczas Juwenaliów.

### Wittigalia

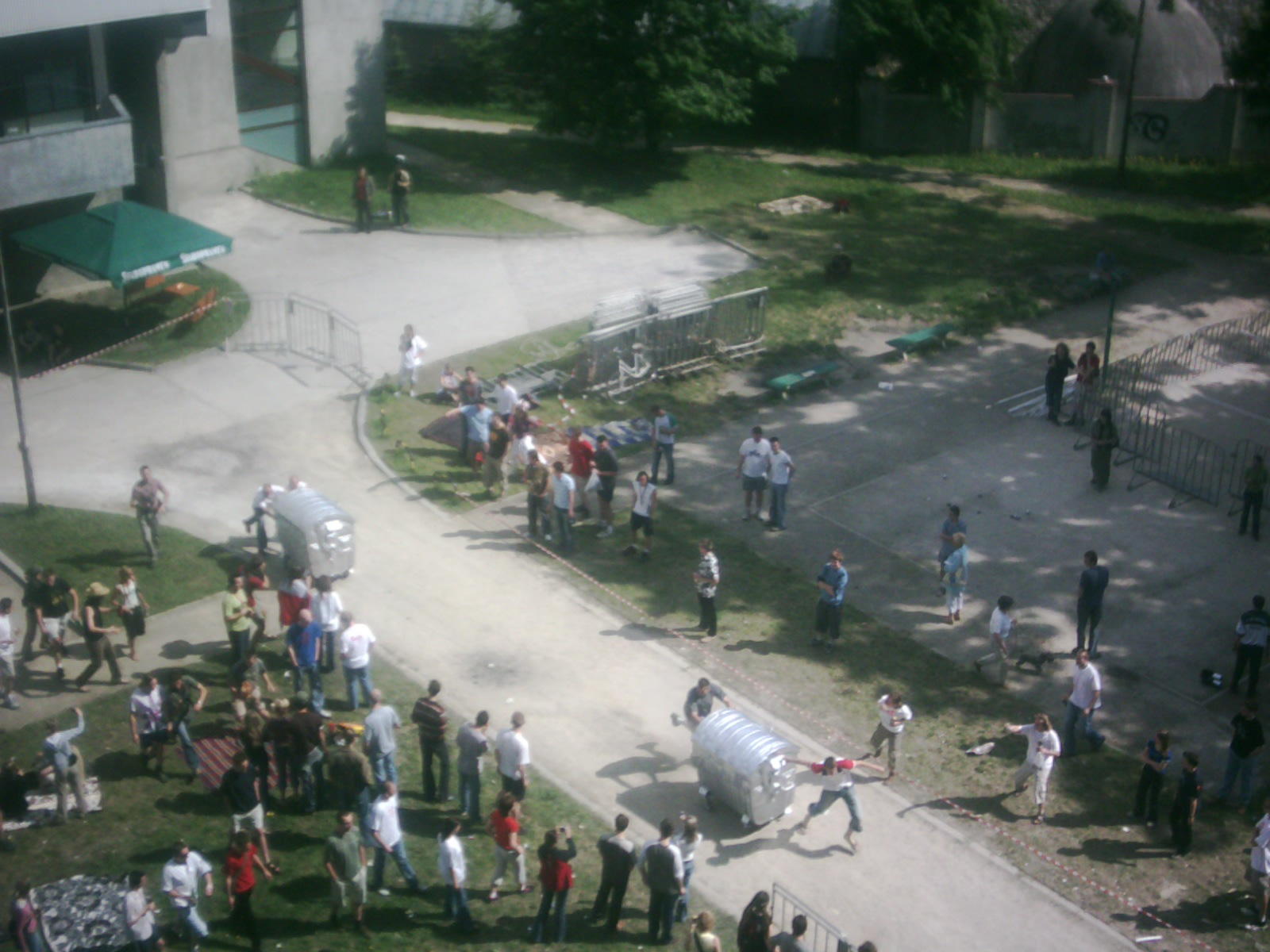
Wittigalia – Wyścigi Rydwanów

Wittigalia to lokalna nazwa Juwenaliów Politechniki Wrocławskiej organizowanych na terenie akademików. Nazwa wzięła się od ulicy Wittiga. Oprócz koncertów i wielu rozgrywek sportowych prowadzone są też zawody para-sportowe jak bieg piwny, czy wyścigi rydwanów (jazda w kontenerach na śmieci). Od 2007 podczas juwenaliów organizowane są pokazy Potężnego Indeksowanego Wyświetlacza Oknowego.

### Student Rokk Festival
Student Rokk Festival był imprezą o formie otwartego konkursu, który miał na celu promocję młodych zespołów. Organizowany był w latach 2006 i 2007.

## Zaplecze kulturalno-sportowe
Osiedle Wittigowo oferuje dla studentów:
- dwa boiska do koszykówki,
- boisko do siatkówki,
- salka do ćwiczeń kulturystycznych (T-17),
- miejsce do grilowania.

Każdy dom studencki dysponuje pokojem do nauki oraz salą telewizyjną.

### Klub Studencki Bajer

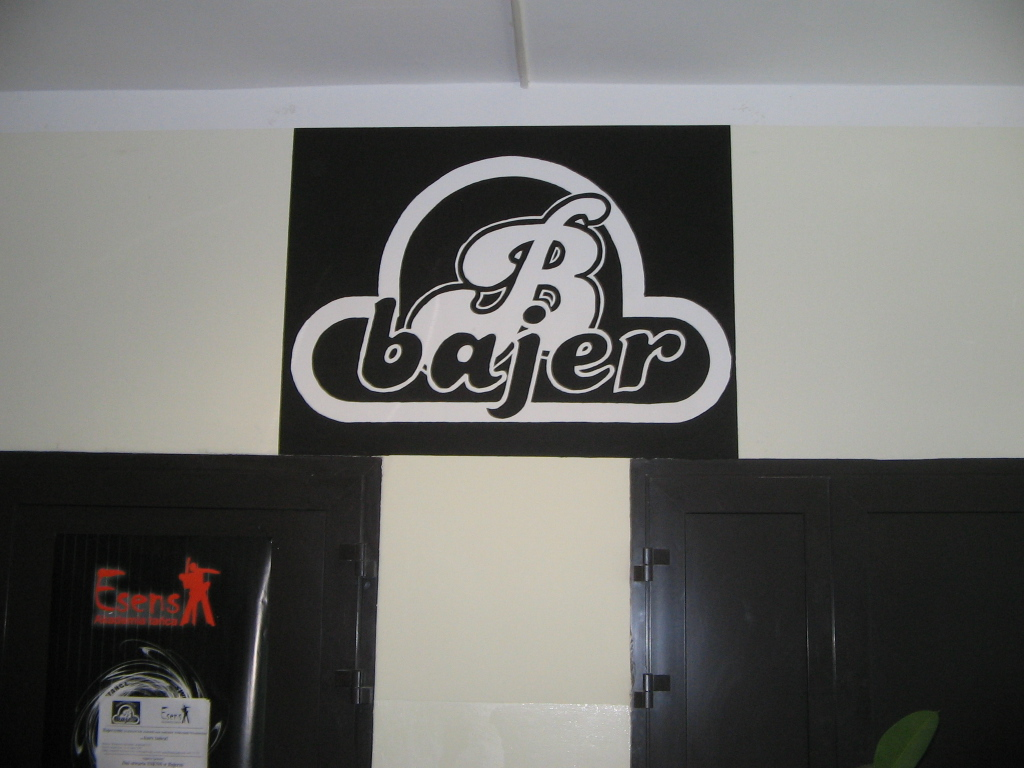
Klub Studencki Bajer

Początki działalności klubowej sięgają 1978 roku. Statutowym celem klubu jest animacja życia kulturalnego. Dawniej działalność skupiała się na projekcjach filmów oraz autorskich pokazach kabaretowych tworzonych przez członków Klubu. Aktualnie skupia się na organizowaniu imprez tematycznych oraz koncertów.

### Telewizja Styk
Styk – Telewizja Studencka Politechniki Wrocławskiej, która powstała w 1988 roku. Jej odbiorcami są studenci mieszkający w pięciu domach studenckich Politechniki Wrocławskiej. Szacuje się, że liczba osób oglądających Styk to około 3000.

### Organizacje międzynarodowe
Na terenie Wittigowa, a dokładniej w budynku T-16 mieści się także biuro organizacji studenckich zajmujących się projektami wymian studenckich (AIESEC, Erasmus Student Network, IAESTE). W miejscu tym możliwe jest uzyskanie informacji a propos wymian oraz rekrutacji.

## Poszczególne budynki

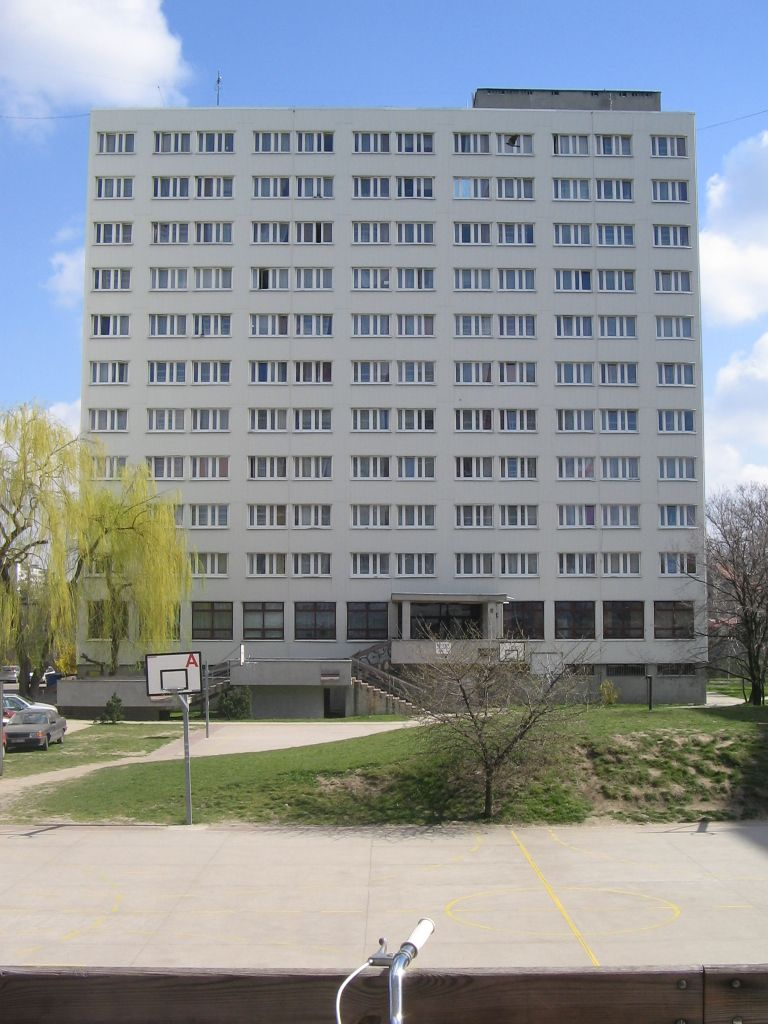
Wygląd budynku

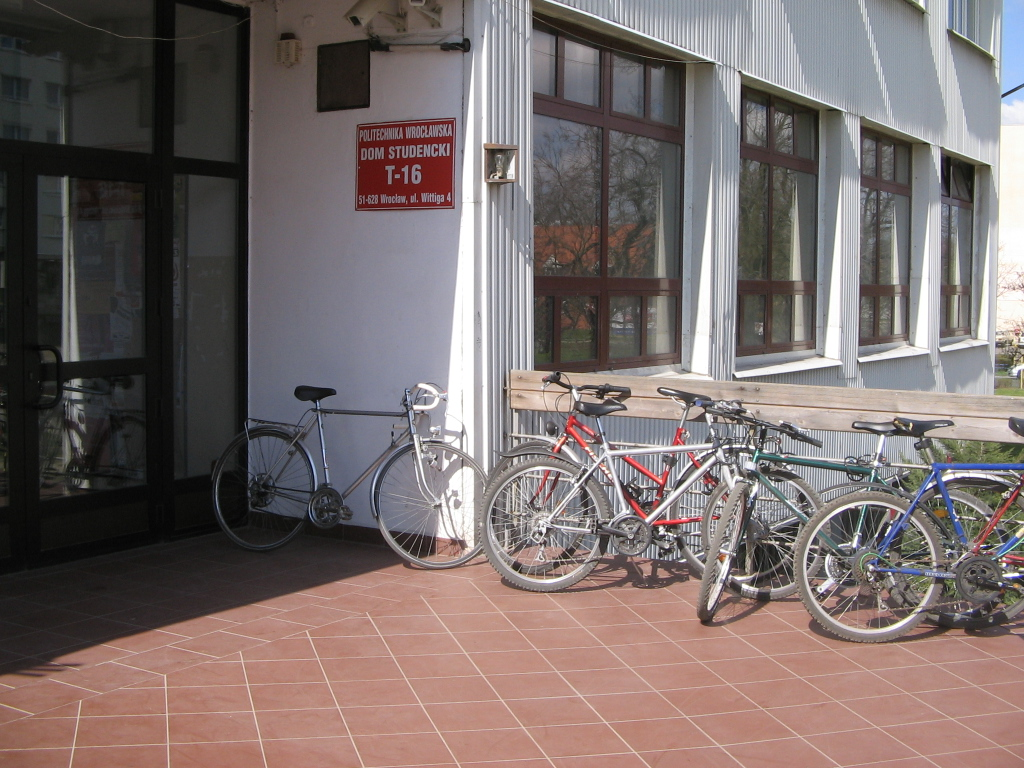
Wejście do akademika T16

- T15 „Hades”
  - 476 mieszkańców
- T16 „Tower”
  - 600 mieszkańców
- T17 „Ikar”
  - 600 mieszkańców
- T18 „Hotel Asystenta”
  - 384 mieszkańców
- T19 „Piast”
  - 540 mieszkańców
- Dom Studencki T22
  - 96 mieszkańców